# 徐顥
徐顥（1495年—1536年），初字希道，改字子淳，别號龍山，浙江杭州府仁和縣人，民籍，明朝政治人物。

## 生平
正德十一年（1516年）丙子科浙江鄉試第三十名舉人。正德十六年（1521年）中式辛巳科會試第二百五十五名，登第二甲第五十八名進士。授南京刑部廣東司主事，嘉靖五年（1526年）晋本司员外郎，转貴州司郎中，七年丁父憂歸。起補刑部陕西司，調禮部仪制司郎中，出守临江府，五年不调，考绩行过家，居二月病卒，年四十二。

## 家族
曾祖徐克敬；祖父徐誠；父徐聰，曾任七品散官。母潘氏。具庆下。弟徐颐、徐頫、徐頡。